# NBC Symphony Orchestra

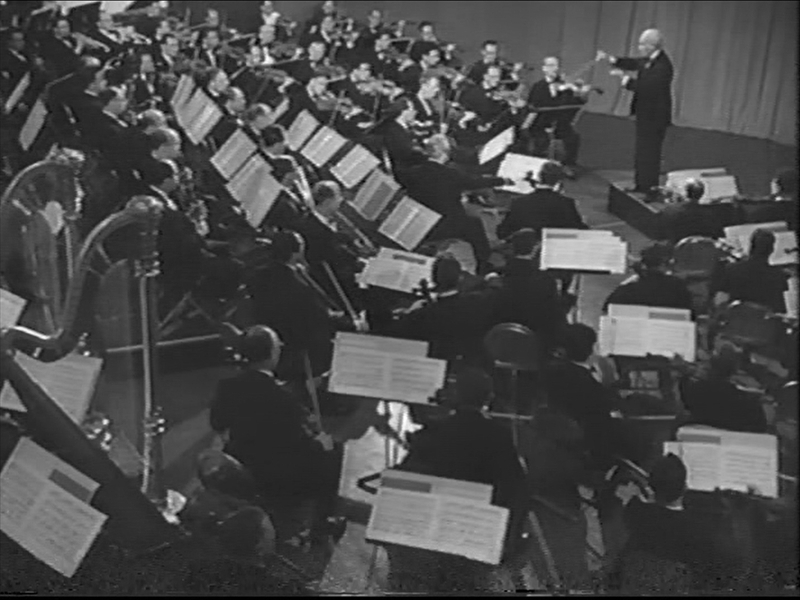
Das NBC Symphony Orchestra unter Arturo Toscanini 1944

Das NBC Symphony Orchestra war ein US-amerikanisches Rundfunkorchester, das speziell für den Dirigenten Arturo Toscanini von der NBC gegründet wurde.

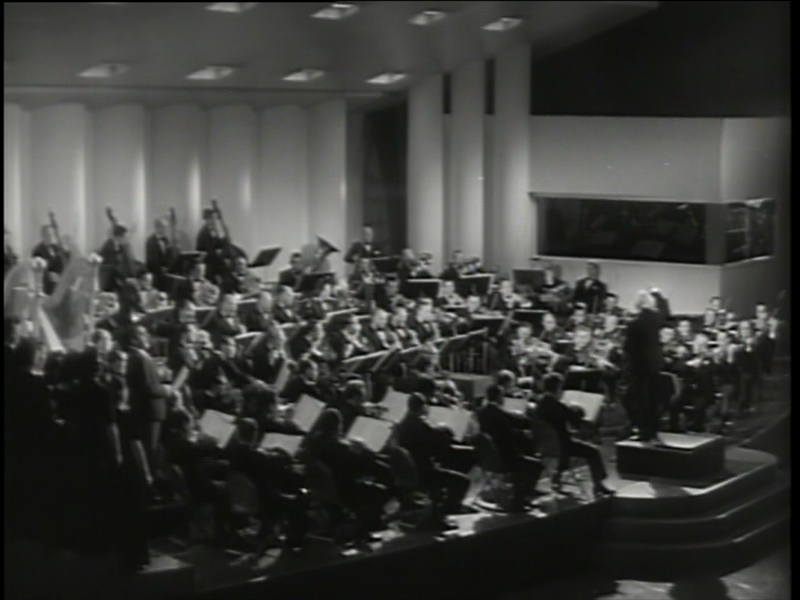
Das NBC Symphony Orchestra unter Artuco Toscanini 1944 im Studio 8H

## Geschichte
Für die Erstellung wurde 1937 David Sarnoff, langjähriger General Manager von RCA, gewonnen und das Orchester zunächst durch Artur Rodziński eingearbeitet. Am Weihnachtstag 1937 übernahm erstmals Toscanini das Zepter in einem Rundfunkkonzert aus dem später für seine schlechte, weil extrem trockene Akustik berüchtigten Studio 8H. Neben weiteren Übertragungen im Wochentakt wurden ab 1948 auch Fernsehkonzerte veranstaltet. Daneben wurde der größte Teil von Toscaninis Schallplattenaufnahmen mit dem NBC Symphony Orchestra gemacht. Aber auch andere bekannte Dirigenten der Zeit wurden als Gastdirigenten verpflichtet. 1940 tourte das Orchester durch Südamerika, 1950 durch die USA. General Motors und andere Firmen traten als Sponsoren in Erscheinung.
Gerade unter den Streichern fanden sich viele Musiker, die auch Solistenkarrieren hatten, so Daniel Guilet und Bernard Greenhouse (beide auch Beaux Arts Trio), Leonard Rose, Oscar Shumsky, Josef Gingold, William Primrose und Milton Katims, aber auch Pianist Earl Wild.
Das letzte öffentliche Konzert dirigierte Arturo Toscanini am 4. April 1954 in der Carnegie Hall in New York. Es wurde durch Toscaninis Blackout während des Konzerts zu einer berühmten Aufführung. Er dirigierte während des Konzertes, das von NBC live übertragen wurde, sein eigenes Sinfonieorchester. Auf dem Programm standen ausschließlich Werke Wagners, unter anderen das Lohengrin-Vorspiel und die Szene auf dem Venusberg (Bacchanal) aus dem Tannhäuser. Beim letztgenannten, dem vorletzten Werk des Konzerts, passierte Toscaninis Blackout, er hörte für eine Minute zu dirigieren auf und hielt sich eine Hand vor die Augen. Das Orchester hörte für einen Moment zu spielen auf, bis der erste Cellist die Einsätze gab; die Senderegie der NBC blendete die Aufführung unmittelbar aus und spielte eine Brahms-Sinfonie vom Band zu. Als Toscanini wieder zu dirigieren anfing, blendete der Sender wieder in den Saal zurück. Toscanini nahm den Schlussapplaus des Publikums nicht mehr entgegen.
Der Vorfall wird in dem Kontext interpretiert, dass NBC Toscanini vorab zu verstehen gegeben hatte, man wolle das Orchester auflösen und wünsche, er würde seine Dirigenten-Laufbahn beenden. Wenige Monate später war Toscaninis Orchester tatsächlich aufgelöst und alle Musiker entlassen. Toscanini trat nie mehr als Dirigent auf.

## Neugründung alsSymphony of the Air
Einige Mitglieder wechselten zu anderen Orchestern, der Großteil gründete allerdings die Symphony of the Air (übersetzt: „Rundfunkorchester“).
Ein erstes Konzert fand noch im Herbst 1954 – ohne Dirigenten – statt. Die erste Saison dirigierte dann Leonard Bernstein. 1955 übernahm Leopold Stokowski den Posten des musikalischen Direktors und leitete es bis 1963. Während dieser Zeit entstanden auch viele Schallplattenaufnahmen mit den bekannten amerikanischen Dirigenten der Zeit.
Nach Stokowskis Rückzug löste sich das Orchester 1963 auf.

## Weblink
- NBC Symphony in: Encyclopædia Britannica, Stand 2015